# USS Redfish (SS-395)
Za druga plovila z istim imenom glejte USS Redfish.
USS Redfish (SS-395) je bila jurišna podmornica razreda balao v sestavi Vojne mornarice Združenih držav Amerike.